# Layla Sin
Layla Sin (Ramat Gan, Israel; 18 de agosto de 1984) es una actriz pornográfica y modelo erótica israelí nacionalizada estadounidense.

## Biografía
Layla Sin, nombre artístico de la actriz, nació en la ciudad israelí de Ramat Gan, próxima a la capital de Tel Aviv, en agosto de 1984. Se crio en una familia de judíos conservadores de origen teimanim, es decir, que habitaban en la antigüedad el territorio de Yemen, conservaban la tradición de leer la Torá en la sinagoga en hebreo y en la traducción al arameo. Al cumplir los 18 años no realizó el servicio militar obligatorio en las Fuerzas de Defensa de Israel, si bien compensó todos esos meses sirviendo en el servicio civil, trabajando como asistente de enfermería en el Hospital Beilinson de Petaj Tikva.
Con 18 años se marchó a los Estados Unidos, donde tenía un hermano trabajando. Aquí empezó a estudiar Enfermería en la Universidad y, tras graduarse, comenzó a trabajar como tal. Compaginó ese trabajo con algunas sesiones como modelo erótica para pagar el crédito escolar. En 2012 abandonó su carrera como enfermera e ingresó en la industria pornográfica, debutando como actriz a los 28 años.
Como actriz, ha grabado para estudios como SexArt, Penthouse, Mofos, Zero Tolerance, Kick Ass, Hustler Video, Bizarre, 3rd Degree, Devil's Film, 21Sextury, Bangbros, FM Concepts, Girlfriends Films o Naughty America, entre otros.
En su carrera como modelo erótica y actriz pornográfica, uno de los galardones que tuvo fue su elección, en agosto de 2014, como Pet of the Month de la revista Penthouse. Meses más tarde fue también elegida como Pet of the Year de 2015.
En 2018 recibió su primera nominación importante en los Premios AVN a la Mejor actriz de reparto por Love for Sale 2.
Ha rodado más de 170 películas como actriz.
Algunas películas suyas son At Your Service, Bare Ambition, Cheating Wives Caught 4, Dahlia Sky Loves Girls, Fantasy Footjobs 14, Heels Up, Instant Lesbians, My Roommate's A Lesbian 6, Party of Three 17, Real Estate Sex, Serving Their Masters o Teen Wonderland 3.

## Premios y nominaciones
| Año  | Ceremonia   | Resultado | Premio                             | Trabajo         |
| ---- | ----------- | --------- | ---------------------------------- | --------------- |
| 2015 | Premios AVN | Nominada  | Premio fan: Debutante más cortante | —               |
| 2017 | Premios AVN | Nominada  | Premio fan: Culo más épico         | —               |
| 2018 | Premios AVN | Nominada  | Mejor actriz de reparto            | Love for Sale 2 |